# São Miguel do Passa Quatro
São Miguel do Passa Quatro è un comune del Brasile nello Stato del Goiás, parte della mesoregione del Sul Goiano e della microregione di Pires do Rio.